# 1995年飓风亨丽埃特
飓风亨丽埃特（英語：Hurricane Henriette）是1995年太平洋飓风季形成的第九个热带气旋、第八场获命名的风暴和第五场飓风，由8月15日离开非洲西海岸的东风波发展而成。系统起初向西移动，经过大西洋后于8月29日进入东太平洋，然后发展出下层环流，于9月1日成为热带低气压。次日，气旋升级成热带风暴并获名“亨丽埃特”，再于9月3日进一步增强成飓风。风暴最终达到的最高强度属萨菲尔-辛普森飓风等级下的二级飓风标准，然后从下加利福尼亚半岛最南端经过。当地测得的阵风时速达160公里，导致停水停电。暴雨和强烈的风暴潮共同影响，引发的洪灾致使许多道路受损，当地共有约800人被迫离开家园。

## 气象历史
8月15日，有东风波离开非洲西海岸向西移动，于8月29日进入东太平洋。系统很快发展出深层对流和下层环流，于9月1日在距墨西哥西南海岸约270公里海域组织成热带低气压。气旋起初朝西北偏西方向移动，但不久后又转向西北偏北。由于外界环境有利，低气压缓慢增强，于9月2日在曼萨尼约以西约350公里洋面增强成热带风暴并获名“亨丽埃特”（Henriette）。当天晚上，对流已把环流中心包覆起来。风暴继续快速组织，于9月3日在哈利斯科州巴亚尔塔港西南偏西方向约235公里海域达到飓风标准。接下来大部分電腦數值模式预测亨丽埃特会转向西北，但也有模式认为飓风会继续向北经过加利福尼亚湾。

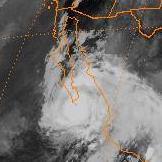
飓风亨丽埃特从下加利福尼亚半岛最南端登陆

9月3日晚，气旋转向西北，其深层对流中心开始有风眼形成。次日，亨丽埃特的风眼变得更加清晰，其北部风眼墙进入下加利福尼亚半岛南部上空，并在此期间达到风力时速160公里的最高强度。飓风迅速从下加利福尼亚半岛最南端经过，由于中心附近对流受到干扰，重返太平洋时其风速已降至每小时135公里。风暴行经洋面水温渐低，对流也因此逐渐消退，于9月6日降级成热带低气压。該系統转西行進并持续減弱，最终于9月8日逐渐消散。

## 防灾措施和影响

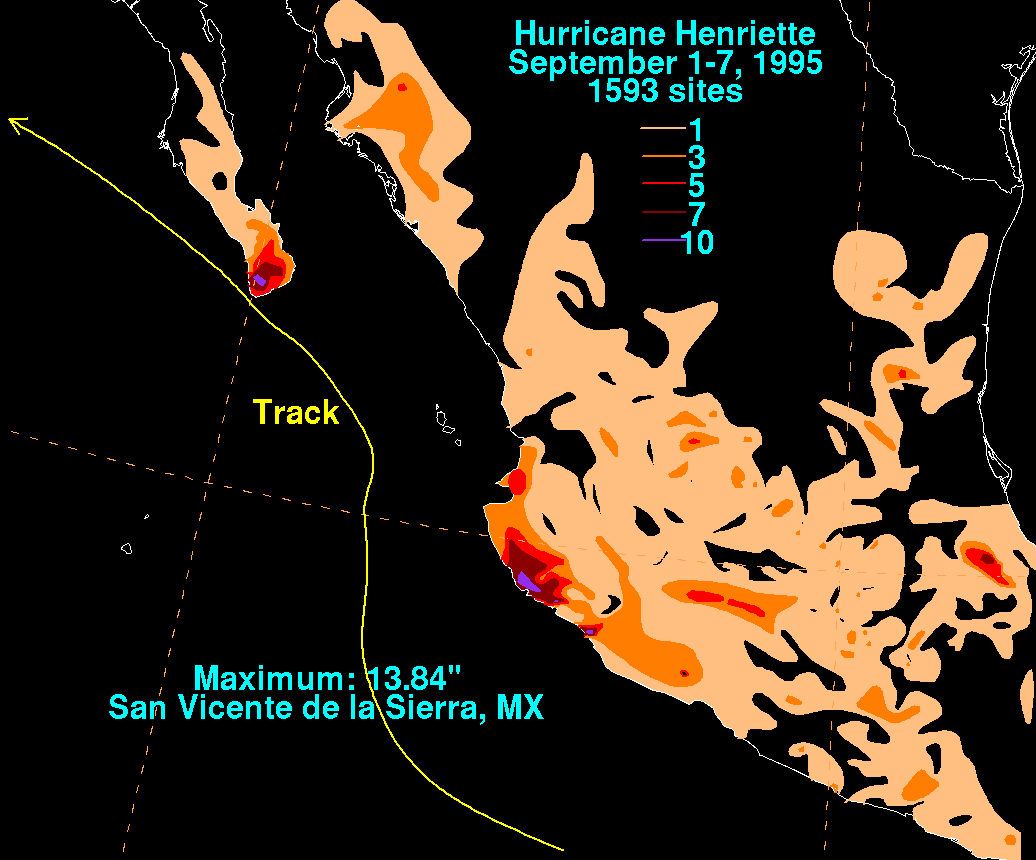
亨丽埃特的降水分布

9月2日亨丽埃特成为热带风暴数小时后，墨西哥向拉巴斯以南的下加利福尼亚半岛地区发布热带风暴观察预警，再于次日清晨升级成飓风观察预警，风暴登陆18小时前再進一步升级為飓风警告。9月4日清晨，飓风警告的生效范围向北延伸至北纬25°。面对飓风威胁，嘉年華郵輪旗下一艘邮轮调整航线，以期避开风暴。该船原计划游览多个墨西哥港口，但船长决定改道让游客参观南加利福尼亚州海岸线的风景。许多乘客对此不满，要求退款，邮轮公司最终提议将来他们再来乘坐公司邮轮时可以打折，并赠送包含40美元余额的信用卡。
南下加利福尼亚州南部风速高达每小时160公里，导致卡波圣卢卡斯大部分地区停水停电。一共有2000人直接受到这场飓风影响。强烈的风暴潮引发洪灾，对下加利福尼亚州的多条道路构成严重破坏。约800人被迫离开家园，当地农业也受到影响。降雨量普遍达到10英寸（250），最高超过13.84英寸（352）。总体而言，风暴没有造成人员丧生，损失数额也缺乏统计。